# Dilophotriche pobeguinii
Dilophotriche pobeguinii är en gräsart som beskrevs av Jacq.-fel. Dilophotriche pobeguinii ingår i släktet Dilophotriche och familjen gräs. Inga underarter finns listade i Catalogue of Life.